# Rollo Weeks
Rollo Weeks född 20 mars 1987 i Chichester West Sussex, brittisk skådespelare. Han är bror till skådespelarna Honeysuckle och Perdita Weeks.

## Filmografi i urval
- 2006 - Thief Lord
- 2004 – The Queen of Sheba's Pearls
- 2004 - George and the Dragon
- 2003 - Flicka med pärlörhänge
- 2003 - The Lost Prince
- 2001 - Attila - Krigarfolkets härskare
- 2000 - Den lille vampyren
- 1998 -  Berkeley Square
- 1993 -  Goggle Eyes